# Торпор

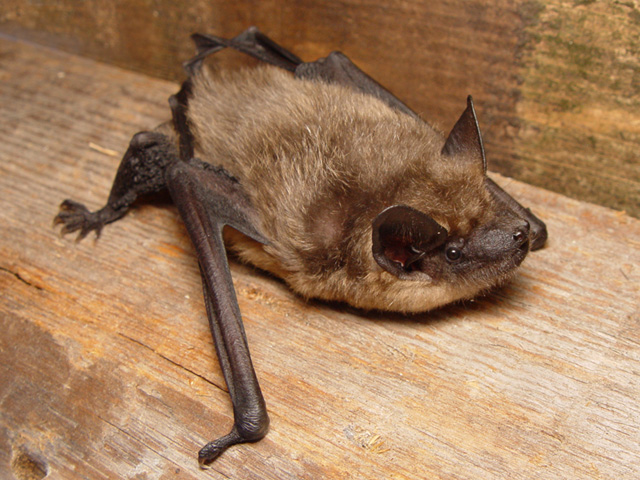
Кажани щоночі впадають у сплячку

Торпор або гіпотермія  — різновид сплячки в різних груп тварин (зокрема й комах, плазунів, ссавців, птахів); специфічний стан організму, який характеризується регульованим зниженням температури тіла та уповільненням метаболізму, що підтримується впродовж від кількох до кількох десятків годин.
Тварини, що впадають у торпор (колібрі, серпокрильці, дрібні ссавці, як то кажани) впродовж першої частини доби активні та підтримують нормальну температуру тіла, але впродовж другої частини, (у денних тварин зазвичай вночі) для запобігання надлишкових витрат енергії, їхня температура нижчає.
Торпор є короткотривалим зниженням температури тіла в холодні дні, що характерно і для багатьох холоднокровних хребетних. Довготривале охолодження — це гібернація, тобто активний перехід у фізіологічний стан гіпотермії.

## Торпор як адаптація
Торпор — це адаптація дрібних тварин для виживання в холодному кліматі, або (у випадку колібрі) для економії енергії вночі, позаяк він дозволяє зекономити енергію, що за нормальних умов витрачається для підтримання температури тіла. Цей ефект особливо помітний у випадку дрібних тварин, бо в них відносно велика питома поверхня тіла, і втрати енергії для підтримування температури тіла більші, ніж у великих організмів. Деякі тварини, такі як бабаки, бурундуки та стрибакові миші, впадають у торпор взимку. Дводишні риби (Dipnoi) впадають у торпор на час, коли їхня водойма пересихає. Представники родини тенрекових, з Мадагаскару, впадають у торпор на період, коли добування їжі складнішає.

## Поняття в екофізіології та медицині
Окрім того, термін «торпор» вживається для позначення будь-якого штучно викликаного стану деактивації організму. Наприклад, нещодавно зоологи визначили, що самиця крокодила впадає у глибокий торпор, без проявів агресії, на період відкладання яєць.
Гіпотермія дуже характерна для кажанів, і трапляється фактично щодня під час їхнього відпочинку (тільки в самиць, у період вагітності й вигодовування малят, температура тіла постійна).
Цей термін також часто вживається в медицині для позначення «морозильної» дії численних психотропів, таких як психоделічні гриби та ЛСД.